# 福地宝城

红旗广场上福地宝城雕塑夜景

福地宝城是曾经矗立在中华人民共和国山西省大同市市中心红旗广场上的一座雕塑。从建成到拆除，它一直是大同市的城雕。
福地宝城雕塑高23.5米，由黑色的底座和底座上几何形的凤凰组成。黑色的底座象征大同丰富的煤炭资源（“宝城”），凤凰则对应大同“凤凰城”的传说（“福地”）。雕塑在1989年建成（一说1990年）。1991年，大同市围绕雕塑修建了1500平方米的彩色音乐喷泉，有喷头669个，彩灯216盏。 主持设计雕塑的是时任大同市美术设计院院长张滃。
雕塑的面世引起了争议，甚至有人根据其形状称其为“三把刀”。 2000年后，该雕塑“由于种种原因”被拆除。几年后，红旗广场上新建了一座赵武灵王雕像，作为大同市的新城雕。